# محمد نواب منگل
محمد نواب منگل (زاده ۱۳۴۳ ولسوالی لجه منگل پکتیا) سیاستمدار افغانستان و نماینده مردم پکتیا در دوره شانزدهم مجلس نمایندگان می‌باشد. ایشان در مجلس شانزدهم نمایندگان افغانستان عضو کمیسیون امور داخلی می‌باشد.

## زندگی‌نامه
محمد نواب منگل زاده ۱۳۴۳ از ولسوالی لجه منگل ولایت پکتیا می‌باشد. ایشان در سال ۱۳۶۵ توانست از حربی ښوونځی کابل و کورس قوای مسلح فارغ‌التحصیل گردد. و پس از آن در بخش دفاعی و امنیتی و تجارت مشغول به فعالیت بوده‌است.

## دیگر فعالیت‌ها
دیگر فعالیت‌های ایشان:
- قوماندان بلوک مرکز تعلیمی مخابرات نظامی.
- قوماندان تولی محافظ مخابرات نظامی.
- قوماندان مرکز تعلیمی مخابرات نظامی.
- قوماندان کندک تعلیمی مخابرات.
- آمر انتقالات دروازه شرقی کابل مخابرات نظامی.
- آمر مخابره پکتیا٬ لغمان و هلمند مخابرات نظامی.